# Новодевятковичи

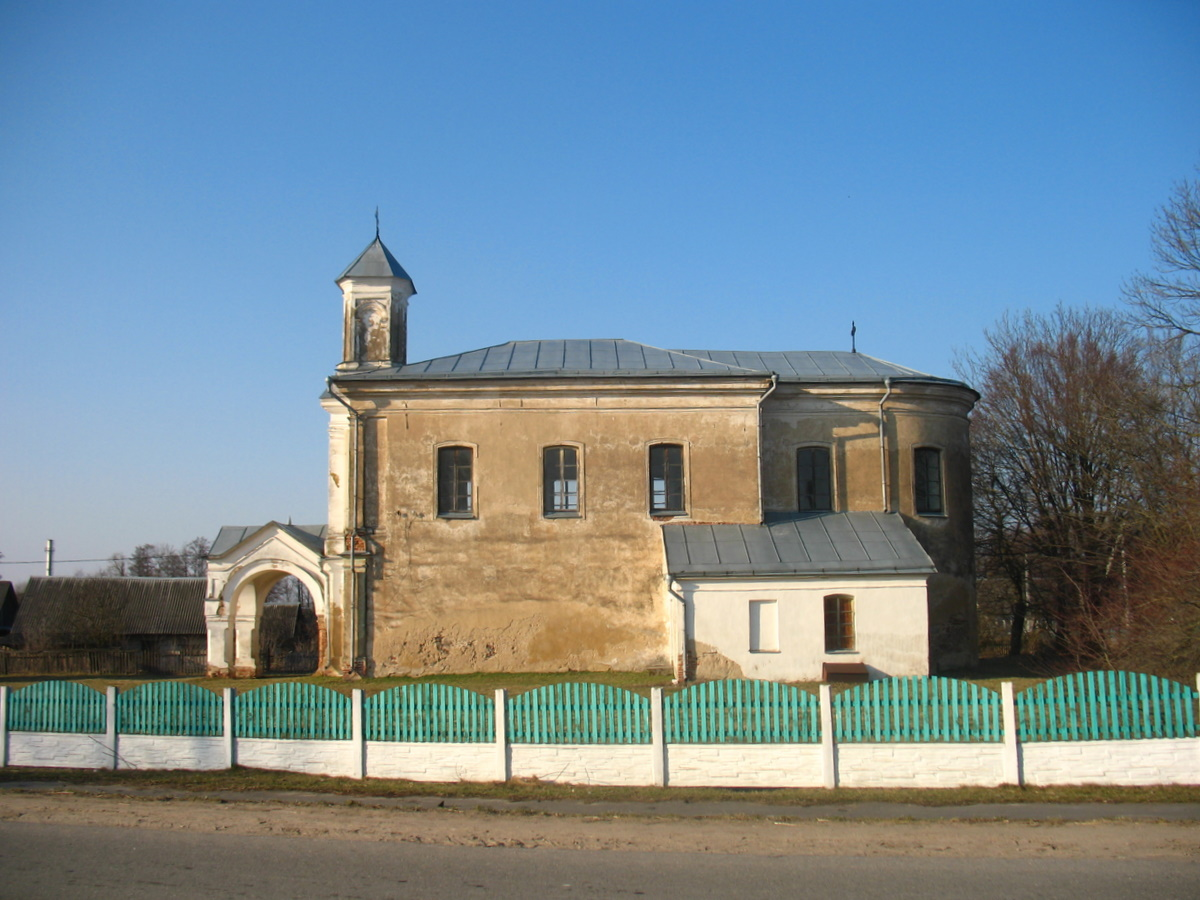
Католический храм апостолов Петра и Павла

Новодевятковичи (бел. Новадзявяткавічы) — агрогородок в Слонимском районе Гродненской области Белоруссии. Административный центр Новодевятковичского сельсовета. Население 622 человека (2009).

## География
Посёлок находится в 22 км к юго-западу от Слонима. Новодевятковичи связаны автодорогами со Слонимом и окрестными деревнями. По западной окраине посёлка протекает река Гривда.

## История
Первое упоминание о деревне Девятковичи относится к 11 мая 1598 года, она упомянута в актах Слонимского суда, как принадлежащая роду Мелешко.
В 1677 году Теодор Мелешко продал Девятковичи Александру Казимиру Слизню. Представители рода Слизней владели поместьем с 1677 по 1939 год. В 1779 году Тадеуш Слизень построил в деревне деревянный костёл, а в 1790 году — каменный храм апостолов Петра и Павла.
В результате третьего раздела Речи Посполитой (1795) Девятковичи оказалась в составе Российской империи, в Слонимском уезде.
В XIX веке род Слизней достиг наивысшего пика своего богатства и влиятельности. С XIX века их родовое имение начинает называться Новыми Девятковичами или Новодевятковичами. В середине XIX века Альфред Слизень возвёл в Новодевятковичах мощный замок в английском стиле (здание не сохранилось). В 1866 году после подавления восстания 1863 года костёл был закрыт, а в 1869-71 годах перестроен под православную церковь.
Согласно Рижскому мирному договору (1921) Новодевятковичи оказались в составе межвоенной Польской Республики, в Слонимском повете. Храм был возвращён католикам и реконструирован. В 1939 деревня вошла в БССР. От усадьбы Слизней сохранились часть северного крыла дворца, несколько хоз. построек и парк.

## Культура
- Дом культуры
- Исторический музей «Бриллианты древности» ГУО «Новодевятковичская средняя школа Слонимского района»

## Достопримечательности

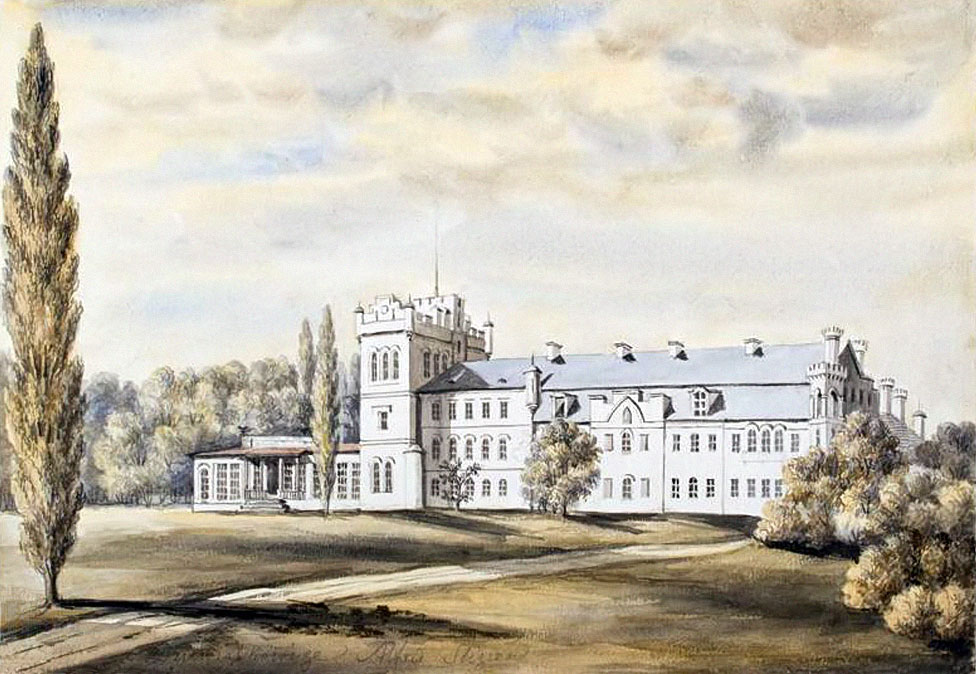
Дворец усадьбы Слизней на картине Н.Орды. 1860 год

- Католический храм апостолов Петра и Павла, 1790 год
- Усадьба Слизней, XVIII—XIX века
  - Частично сохранившееся северное крыло бывшего дворца (сейчас — контора совхоза)
  - Конюшня
  - Каретная
  - Руины хоз. двора
  - Парк